# David Bowen (Mediziner, 1940)
David Martin Bowen (* 8. April 1940 in Reading; † 4. Februar 2011 in Cornwall) war ein britischer Neurologe. Bekannt wurde er durch neurochemische Forschungen an der Alzheimer-Krankheit.
Während seiner Jugend war er Mitglied der Seepfadfinder. Nachdem er diese verließ, entdeckte er sein Interesse an Wissenschaft. Er war das erste Mitglied seiner Familie, das die Universität besuchte. Er studierte an der Universität Reading Chemie und Mikrobiologie. Das Studium schloss er 1961 ab, im Anschluss ging er in die Vereinigten Staaten, wo er an der University of Pittsburgh promovierte. Dort lernte er auch seine erste Ehefrau Susan Radius kennen. Er war nach seiner Promotion noch bis 1968 an der University of Michigan tätig und kehrte danach nach Großbritannien zurück.
Im Jahr 1970 schlug Bowen den Weg in die Neurowissenschaften ein, als er anfing, für die erste Abteilung für Neurochemie der Welt, angesiedelt am Institut für Neurologie in London, zu arbeiten. Hauptsächlich forschte Bowen über die Alzheimer-Krankheit. Im Jahr 1993 erlitt er einen Herzinfarkt, was dazu führte, dass er zwei Jahre später seinen Beruf aufgeben musste. Doch auch nach seiner Pensionierung veröffentlichte er weiterhin Arbeiten zur Alzheimer-Erkrankung, zuletzt im Jahr 2008. Bowen war zwei Mal verheiratet und hatte mit der ersten Frau vier Kinder.

## Auszeichnungen
- Dhole-Eddleston Memorial Prize, verliehen durch die British Geriatric Society (1980)
- J Allyn Taylor Gold Medal, verliehen durch das Robarts Institut, Kanada (1986)
- Luigi Amaducci Memorial Award, verliehen durch die International Psychogeriatric Association (2005)